# Tour della nazionale maschile di rugby a 15 della Nuova Zelanda 2012
Il tour del 2012 in Europa fu la prima uscita della Nuova Zelanda dopo la vittoria nella Coppa del Mondo di rugby 2011.
Dopo il torneo vinto davanti al proprio pubblico il C.T. Graham Henry si dimise e al suo posto subentrò Steve Hansen, che proseguì nel corso dell'anno la striscia di incontri senza sconfitte (iniziata ad agosto 2011) portandolo a 17 alla vigilia del tour, che prevedeva quattro tappe tra Regno Unito, dove erano in programma test match contro tre delle quattro Home Union britanniche, e Italia, con un incontro allo Stadio Olimpico di Roma.
Il primo incontro della serie fu contro la Scozia che, nei 107 anni precedenti, non era mai andata oltre due pareggi contro gli All Blacks; a Murrayfield gli oceaniani marcarono sei mete contro una degli scozzesi e si imposero per 51-22.

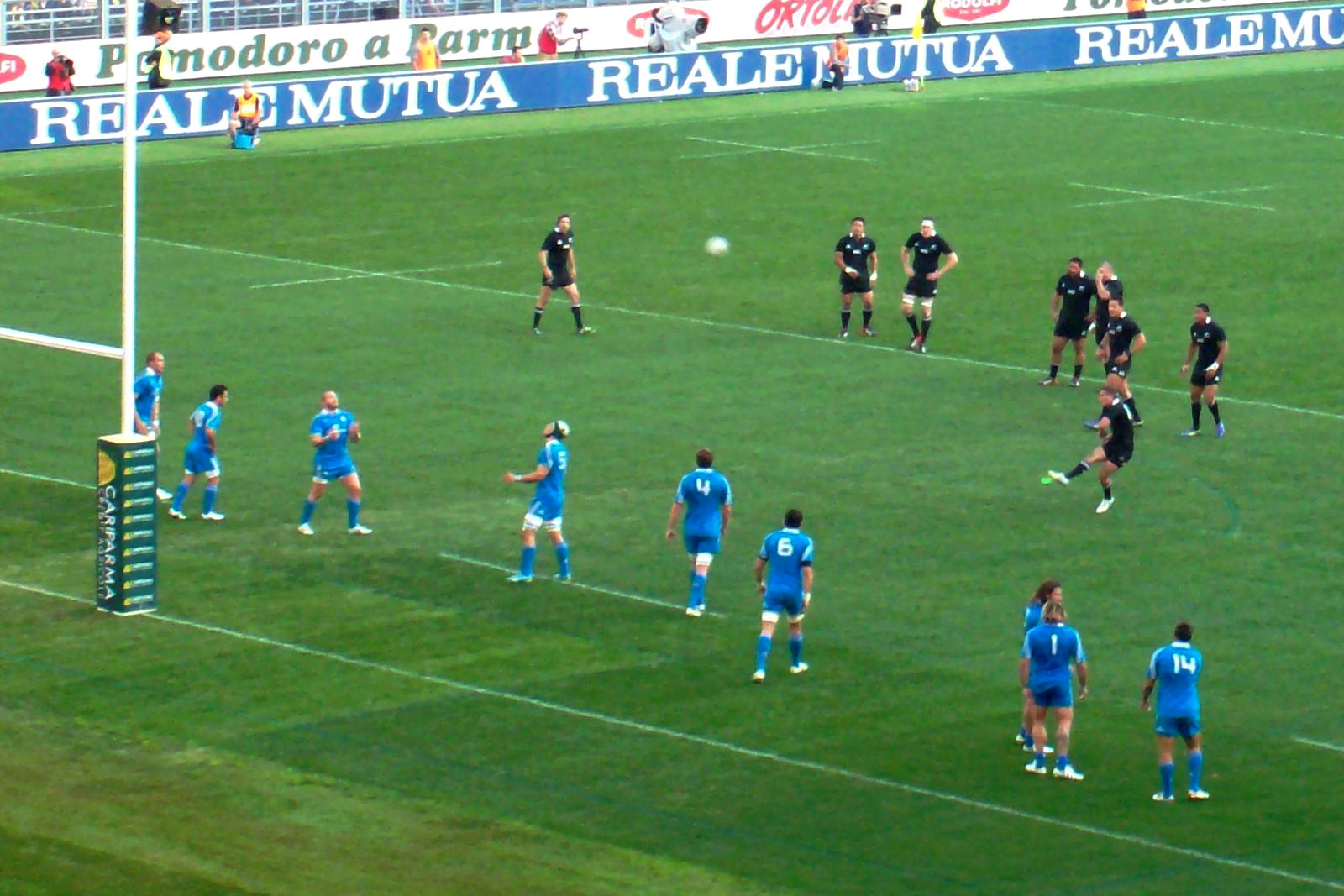
Aaron Cruden calcia tra i pali a Roma nel corso del test match contro l'

La settimana dopo, a Roma, una coraggiosa Italia fu capace di ribattere alla meta iniziale di Kieran Read con Alberto Sgarbi e di chiudere il primo tempo con uno svantaggio ridotto, 7-13, nonché di tenere il risultato fino a dieci minuti dalla fine: al 69' gli All Blacks conducevano solo 23-10, ma negli ultimi minuti due mete di Julian Savea e una di Cory Jane portarono il risultato a 42-10.
L'incontro di Cardiff contro un Galles proveniente da due sconfitte interne contro Argentina e Samoa, a dispetto delle premesse che volevano i britannici subito combattivi per riscattare i due passi falsi, vide gli ospiti controllare agevolmente il gioco, infatti, dopo soli 49' di gioco, la Nuova Zelanda si era portata sul 33-0, e solo negli ultimi minuti due mete gallesi di Williams e Cuthbert ridussero il passivo per un 10-33 finale.
Nell'ultimo incontro della serie gli All Blacks affrontarono l'Inghilterra, dalla quale non perdevano da nove anni e mezzo (ultima vittoria inglese il 15-13 al tour dei Bianchi in Nuova Zelanda nel 2003); gli inglesi, inoltre, provenivano da due sconfitte interne contro l'Australia e il Sudafrica.
Il 1º dicembre a Twickenham i neozelandesi non riuscirono a fabbricare azioni d'attacco nel primo tempo, che vide l'Inghilterra condurre 12-0 grazie a tre calci piazzati e un drop di Owen Farrell; solo sullo 0-15 gli All Blacks ebbero una reazione, con una meta di Savea e un'altra di Read che li riportò sotto di un punto in pochi minuti, ma l'Inghilterra ebbe un break subito dopo, piazzando due mete e portandosi sul 25-14; una successiva meta trasformata di Tuilagi portò i padroni di casa a 32 e poi due piazzati di Freddie Burns fissarono a 38 i punti inglesi; nel finale un'altra meta di Savea ridusse lo svantaggio a soli 17 punti, che comunque sono diventati il peggiore passivo mai subìto dagli All Blacks contro gli inglesi.

## Risultati
| Arbitro: | Jérôme Garcès |

|                           |      |                                                              |
| Visser 12’, 50’ Cross 40’ | mt   | 18’ Dagg 29’, 62’ J. Savea 33’ Jane 37’ A. Hore 75’ B. Smith |
| Laidlaw 12’, 40’          | tr   | 19’, 31’, 34’, 39’, 64’, 77’ Carter                          |
| Laidlaw 24’               | c.p. | 1’, 28’, 53’ Carter                                          |

| Arbitro: | Alain Rolland |

|             |      |                                              |
| Sgarbi 25’  | mt   | 16’ Read 49’ Nonu 69’ Jane 73’, 76’ J. Savea |
| Orquera 25’ | tr   | 16’, 49’, 69’, 76’ Cruden                    |
|             | c.p. | 13’, 20’, 45’ Cruden                         |
| Orquera 53’ | drop |                                              |

| Arbitro: | Craig Joubert |

|                              |      |                                    |
| S. Williams 58’ Cuthbert 78’ | mt   | 29’ Messam 40’ Woodcock 49’ Romano |
|                              | tr   | 29’, 40’, 49’ Cruden               |
|                              | c.p. | 9’, 18’, 22’, 42’ Cruden           |

| Arbitro: | George Clancy |

|                                              |      |                            |
| Barritt 53’ C. Ashton 57’ M. Tuilagi 61’     | mt   | 47’, 74’ J. Savea 51’ Read |
| O. Farrell 61’                               | tr   | 47’, 51’ Carter 74’ Cruden |
| O. Farrell 25’, 32’, 40’, 42’ Burns 66’, 72’ | c.p. |                            |
| O. Farrell 37’                               | drop |                            |